# Tirotejos a Copenhaguen de 2015
Els tirotejos de Copenhaguen perpetrats els dies 14 i 15 de febrer de 2015 foren una sèrie d'atemptats a Copenhaguen (Dinamarca), amb el resultat de tres persones mortes i cinc de ferides. Els atacs es produïren al cafè Krudttønden d'Østerbro i a la Gran Sinagoga de la ciutat, a Krystalgade.

## Atac al cafè Krudttønden
El primer atac tingué lloc als volts de les 16:00 CET del 14 de febrer al cafè Krudttønden d'Østerbro, en el marc d'un debat organitzat per Lars Vilks sobre la llibertat d'expressió i la blasfèmia en l'art, en un acte considerat com a mostra de solidaritat amb les víctimes de l'atemptat contra el setmanari francès Charlie Hebdo del 7 de gener. Lars Vilks és un artista suec conegut per haver representat Mahoma el 2007 com un gos al diari suec «Nerikes Allehanda». Arran d'aquest fet, Vilks ha viscut sota vigilància policial des del 2010.
Segons fonts policials, dos sospitosos haurien fugit en un cotxe, després de matar el realitzador danès Finn Nørgaard, de 55 anys, i ferir tres policies. L'artista Lars Vilks i l'ambaixador francès a Dinamarca, François Zimeray, que també assistí a l'event, van resultar il·lesos.

## Atac a la Gran Sinagoga
Nou hores després, prop de la 01:00 CET del 15 de febrer, es produí un segon atac a la Gran Sinagoga de Copenhaguen, amb el resultat d'una persona morta (Dan Uzan, de 37 anys) i dues més de ferides.
Fonts policials afirmaren haver abatut el principal sospitós dels atacs, Omar abdul-Hamid al-Hussein, un danès de 22 anys, pels volts de les 05:00 CET al districte de Nørrebro, a Copenhaguen.

## Reaccions
El president de França, François Hollande, declarà que viatjaria a Copenhaguen amb el ministre de l'interior Bernard Cazeneuve al més aviat possible. El primer ministre francès, Manuel Valls, va expressar la seva solidaritat amb els danesos.